# Performing Artist JOU
Performing Artist JOU (パフォーミングアーティスト ジョウ、1987年3月24日 - )は、福岡を拠点に活動するツイストバルーンを使ったアーティスト。本名は 城山 翔（じょうやま しょう）。
国内最速と言われるバルーンの制作スピードで、様々な動物、形、キャラクターを表現する。
2011年にツイストバルーンの全国大会「Japan Balloon Twisters Convention in 静岡」にてパフォーマンス部門優勝を果たす。

## プロフィール
- 福岡県福岡市生まれ、在住。赤坂小学校→警固中学校→福岡第一高等学校卒業。
- 「Japan Balloon Twisters Convention in 新潟」にてミディアム部門 準優勝。初出場、初受賞、最年少受賞(当時20歳)。
- 福岡でバルーンアートサークル「福岡風船の会」を立ち上げる。
- 広島ひろしまフラワーフェスティバルの自動車メーカーマツダ株式会社のステージにゲスト出演で呼ばれ、これを機にステージパフォーマンスをメインに活動。
- トリアス久山にて3年間レギュラー出演。
- spray artist yasuki(スプレーアーティスト ヤスキ)の弟子となり、スプレーアートの技術を習得。
- 2012年に「Japan Balloon Twisters Convention in 福岡」の大会実行委員長となる。
- ゴールデンウィークに毎年開催される「NHK福岡放送局 博多どんたく広場」にてレギュラー出演。館内の装飾を担当。
- バルーンの装飾、ギフト専門ショップ「バルーンショップ 2econd Surprise」を開店。アーティスト兼店長として活動。

## 受賞歴

### Japan Balloon Twisters Convention（ツイストバルーン全国大会）
- 2007年　ミディアム部門準優勝
- 2008年　twist15部門3位
- 2009年　twist15部門3位
- 2010年　パフォーマンス部門準優勝
- 2011年　パフォーマンス部門優勝

### Japan Balloon Artist Network（バルーン総合全国大会）
- 2012年　パフォーマンス部門準優勝
- 2012年　ツイスターライブ部門準優勝
- 2012年　ラージスカルプチャー部門準優勝（チームJi'sの一員としての参加）

### その他 大会
- 2012年　きらきら大道芸フェスティバル優勝